# Joey Fatone
Joseph Anthony Fatone Jr. (* 28. ledna 1977 Brooklyn) je americký zpěvák, tanečník, herec a televizní osobnost. Je znám jako člen chlapecké skupiny 'N Sync. V roce 2007 se umístil na druhém místě v reality show ABC Dancing With The Stars. Byl hostem americké a australské verze The Singing Bee, kterou vysílala NBC v USA. Byl také hlasatelem herní show Family Feud od roku 2010 do roku 2015. Fatone dříve hostil na obalech Food Network's Rewrapped, Live Well Network 's Family Recept Rocks a The Price is Right Live! v Bally's Las Vegas. V létě 1995 se spřátelil s Chrisem Kirkpatrickem, sbormistrem Universal Studios, který zpíval ve skupině Doo-wop, stal se čtvrtým členem 'N Sync, spolu s Justinem Timberlakem a JC Chasezem. Fatone účinkoval také v epizodě Hannah Montana jako majitel restaurace jménem Joey Vitolo.